# Znakowanie izotopowe
Znakowanie izotopowe – technika badawcza stosowana głównie w chemii organicznej polegająca na wymianie wybranych atomów w cząsteczce na jego izotop, nie występujący naturalnie lub występujący w niewielkiej ilości. Tak wymieniony atom jest "oznakowany", dzięki czemu można go obserwować rozmaitymi technikami analitycznymi. Izotopy wprowadza się do cząsteczek w trakcie syntezy związków chemicznych, stosując odpowiednio zmodyfikowane substraty. Najczęściej stosuje się izotopy promieniotwórcze, ale współczesne techniki analityczne umożliwiają też stosowanie izotopów stabilnych.
Znakowanie izotopowe bywa stosowane w celu:
- badania mechanizmów reakcji chemicznych – które polegają na stwierdzeniu obecności izotopu produktach, badanie kinetycznego efektu izotopowego lub bezpośrednie śledzenie losów znakowanych atomów metodami spektroskopowymi,
- badania dynamiki ruchów fragmentów cząsteczek, co czyni się zazwyczaj metodami spektroskopowymi,
- śledzenia dróg wędrówki określonych związków chemicznych w organizmach żywych.

Do śledzenia znakowanych atomów stosuje się m.in. następujące techniki analityczne:
- pomiar masy, gęstości, temperatury wrzenia lub topnienia związków chemicznych,
- spektroskopia EPR,
- spektroskopia NMR,
- spektroskopia mas,
- pozytonowa emisyjna tomografia komputerowa.